# Andrea Messersì
Andrea Messersì (San Costanzo, 4 febbraio 1961) è un ex calciatore italiano, di ruolo attaccante o centrocampista.

## Carriera
Dopo essere cresciuto nel club del suo paese, nel 1980 passò al Fano con cui debutta in Serie C1, categoria in cui milita per quattro stagioni.
Nel 1984 si trasferisce al L.R. Vicenza ancora in terza serie, dove al primo anno ottiene la promozione in Serie B; resta quindi in biancorosso nelle due successive stagioni cadette (nel primo anno la squadra ottenne la promozione in massima serie, ma i berici furono coinvolti nello scandalo del secondo Totonero e venne loro revocata la promozione) e poi, dopo la retrocessione del 1987, resta al Lanerossi pure nelle due seguenti annate in C1.
Nel 1989 passa all'Ancona dove gioca per due anni da titolare in cadetteria. Nel 1991 si trasferisce alla SPAL, in C1, dove alla prima stagione contribuisce alla vittoria del campionato; resta poi a Ferrara per altri due anni, uno in B e uno in C1. Il suo ultimo club professionistico è il Forlì, nella Serie C2 1994-1995.
In carriera ha totalizzato 152 presenze in Serie B, con 8 reti.

## Palmarès
- Campionato italiano Serie C1: 1

SPAL: 1991-1992 (girone A)